# Guillermo Correa (gobernador)
Juan de la Cruz Guillermo Correa Augier (San Fernando del Valle de Catamarca, 1858 - Buenos Aires, 1934) fue un escritor, periodista, historiador y político argentino, gobernador autonomista de la provincia de Catamarca.

## Biografía
Era descendiente de los fundadores de la ciudad de Catamarca. Fue hijo del gobernador Ramón Rosa Correa y de Neófita Augier y Correa. Estudió en la Universidad Nacional de Córdoba, donde se doctoró en jurisprudencia en el año 1881. Vivió varios años en Buenos Aires, donde se dedicó al periodismo.
De regreso en su provincia, fue profesor en el Colegio Nacional y también ejerció el periodismo.
Cuando asumió su primer mandato rehabilitó el Banco Provincial. Compró un perforador en Estados Unidos para aprovechar los recursos hídricos. Instaló el agua corriente en la provincia de Catamarca. Creó la Escuela Normal Regional en 1903.
Renunció al cargo en 1904 para asumir como senador nacional, cargo para el que había sido elegido; renunció también este cargo en 1908. Fue profesor en la Escuela Normal que había fundado. Fue también miembro de la comisión de demarcación de límites entre su provincia y la de Santiago del Estero.
En su segundo mandato se realizó la construcción del camino carretero entre la capital y El Rodeo. Creó el Museo Provincial de Arqueología y Mineralogía.
En sus últimos años se dedicó a la literatura y la historiografía; fue miembro de la Junta de Historia y Numismática y publicó las novelas Patri y Nupciales; el libro de cuentos La Zoncera y unos Comentarios sobre moral cívica y política.
En 1930 fue miembro del Consejo Nacional de Educación en representación de su provincia.
En su homenaje, numerosas escuelas llevan su nombre, como es el caso de la Escuela N°6 DE 6 "Dr. Guillermo Correa", ubicada en el Barrio de Balvanera de la Ciudad Autónoma de Buenos Aires. 